# Cischweinfia donrafae
Cischweinfia donrafae là một loài thực vật có hoa trong họ Lan. Loài này được Dressler & Dalström mô tả khoa học đầu tiên năm 2004.